# Índice Brasileiro de Conectividade

## Definição
O Índice Brasileiro de Conectividade (IBC) é um índice montado e calculado pela  Agência Nacional de Telecomunicações (Anatel), apresentando um ranking dos municípios e dos estados brasileiros e comparando seus respectivos estágios de conectividade; baseia-se para isso em dados do setor de telecomunicações medidos, calculados e coletados pela própria Anatel e demais órgãos governamentais do Brasil. O IBC é inspirado em outros indicadores nacionais e internacionais, entre eles, especialmente, o IDI de TICs da própria UIT[1]. O Índice de Desenvolvimento de TIC (IDI), é publicado anualmente desde 2009, é um índice composto que combina 11 indicadores em uma medida de referência. O IBC estará[2]. na ferramenta pública de dados da Anatel (Painel de Dados), no painel de dados intitulado "Meu Município", no site da Agência. 

Composição do índice e tratamento das variáveis
A versão 2021 do IBC é o resultado da média ponderada da composição de sete variáveis. Para efeito de simplificação do índice e comparação das variáveis que compõem o IBC foi feita a padronização das destas na escala de valor de 0 a 100. Sendo que 0 é o valor dos municípios que obterem a menor nota na variável específica e 100 para aqueles obtiverem as notas máximas nos quesitos. As variáveis de composição do IBC estão listadas nos abaixo.
Densidade de acessos móveis na localidade 
A densidade de acessos móveis de telefonia móvel, calculada pelo número de acessos de Serviço Móvel Pessoal (telefonia móvel) no município ou na unidade da federação, dividia pela população da respectiva unidade. Foi adotado um critério de ponderação de acessos por tipo tecnologia empregada. Tal adoção de ponderação foi inspirada no IDI da UIT. Adotou-se um peso de 1 para a densidade de acessos de 4G, 0,35 para acessos 3G e 0,1 para acessos 2G. Além disso, em função de atenuar os problemas de outliners foi aplicado um limite máximo de 100% de densidade de acesso por tecnologia. Assim, se um município tiver uma densidade maior do que 100% serão considerados para efeito do cálculo como tendo esse limite.

Densidade de acessos de banda larga fixa na localidade
Considera-se a densidade de acessos do Serviço de Comunicação Multimídia - SCM (Banda larga fixa) ponderada por três faixas de velocidade máxima contratadas. Sendo baixa velocidade acessos de até 2 Mbps de velocidade contratada, velocidade média de 2 a 10 Mbps de faixa e acima de 10 Mbps como faixa de velocidade rápida. A ponderação, foi considerada 1 para faixa rápida, 0,35 para média e 0,1 para velocidade lenta (semelhante à aplicada pela UIT). Também se aplicou um limite de 100% de densidade de acessos de banda larga fixa por tipo de faixa de velocidade.

Percentual de cobertura de telefonia móvel no município
Estimativa de perceptual da população coberta por telefonia móvel daquela localidade. O número de moradores e domicílios dos setores censitários foram extraídos a partir dos dados do Censo de 2010 do IBGE. Para o cálculo da população coberta, considerou-se que os moradores se distribuem uniformemente dentro de cada setor censitário. Assim, o percentual de população coberta do município é a soma dos moradores cobertos dividida pela população total do município. O cálculo de cobertura usou-se o modelo de espalhamento espectral da própria Anatel.
Um tratamento adotado foi que em função de cinco municipalidades serem posteriores a 2010, adotou-se o valor de percentual e cobertura de telefonia móvel para tais dos municípios, imputando dados de cobertura para estas localidades de seus municípios originários, usando para isso uma estimativa julgada como próxima da realidade local.

Adensamento de ERB por habitante 
Quantidade de Estações Rádio Base (ERB) por habitante. Definiu-se como adensamento de ERBs. Considera-se a quantidade de Estações de Radiofrequência de telefonia móvel para cada localidade, município ou unidade da federação, dividida pela respectiva população e multiplicada por 10 mil.
Existência de backhaul de fibra ótica nos municípios
É uma variável categórica que assume apenas o valor 0 ou 1 para indicar a ausência ou presença de algum efeito categórico que pode mudar o resultado. Assim o município ganha pontuação máxima se houver backhaul de fibra e pontuação mínima se não houver. Para o índice no nível estadual a variável deixa de ser categórica e passa-se usar a proporção de municípios com presença de backhaul de fibra em relação ao total de municípios da UF.

Grau de competitividade do serviço na localidade (HHI de telefonia móvel e banda larga fixa)  
Índice de Competitividade; medido pelo inverso do índice de Herfindahl–Hirschman (HHI). O HHI é consiste em somar o quadrado das participações de mercado de cada empresa pertencente a um mercado específico. O HHI leva em consideração, portanto, as quotas em valores decimais de cada empresa. Tal índice deve ser considerado tanto para a telefonia móvel quanto para a banda larga fixa. 

### Ponderação das Variáveis
A ponderação das variáveis foi obtida após aplicação de questionários com especialistas em regulação da Anatel e alguns do setor de telecomunicações no Brasil, para mensuração de sua importância relativa de cada quesito. Foi feita a aplicação de um formulário online para entender o grau de importância RELATIVA (comparados entre si) dos principais aspectos para a conectividade do país já previamente determinados. Os especialistas foram orientados a fazer uma avaliação atribuindo uma única nota a cada um dos atributos relacionados considerando-os para o grau de importância na conectividade geral dos municípios. A partir de então o somatório de pontuação final de cada um dos atributos pesquisados é usado como valor proporcional do peso do quesito. A variável grau de competitividade teve peso divido igualmente na competitividade para banda larga e telefonia móvel.
| Variável                                                     | Peso |
| Densidade de acessos banda larga fixa                        | 0,19 |
| Densidade de acessos móveis                                  | 0,19 |
| Adensamento de estações                                      | 0,13 |
| Percentual de população coberta com sinal de telefonia móvel | 0,17 |
| Presença de backhaul de fibra ótica                          | 0,2  |
| Índice de competitividade (HHI) banda larga fixa             | 0,06 |
| Índice de competitividade (HHI) telefonia móvel              | 0,06 |

#### Resultados, testes e detalhamento metodológico
Os resultados do IBC estarão elencados no Portal de Dados da Anatel, no painel “Meu Município” no dashboard do IBC. Os principais testes e tratamentos estatísticos feitos para análise da consistência do IBC bem como o maior detalhamento da construção do índice estão disponíveis no Relatorio Metodológico. 
[1] https://www.itu.int/en/ITU-D/Statistics/Pages/IDI/history.aspx
[2] O resultado do índice 2021 ainda não foi publicado pela Agência, sendo que em 10/05/2022 se encontra em fase final de desenvolvimento.